# Abdollah Nasseri
Abdollah Nasseri (tiếng Ba Tư: عبدالله ناصری) là một hậu vệ bóng đá người Iran hiện tại thi đấu cho câu lạc bộ Iran Foolad ở Persian Gulf Pro League.

## Sự nghiệp câu lạc bộ

### Foolad
Nasseri là cầu thủ chính của ở Foolad Novin tại Azadegan League 2014–15. Vào mùa hè năm 2015 anh được đẩy lên Foolad và ký hợp đồng đến năm 2018. Anh có màn ra mắt cho Foolad ngày 18 tháng 12 năm 2015 trước Gostaresh Foolad với tư cách đá chính.

## Thống kê sự nghiệp câu lạc bộ
Tính đến 18 tháng 12 năm 2015.
| Câu lạc bộ          | Hạng đấu            | Mùa giải            | Giải vô địch | Giải vô địch | Cúp Hazfi | Cúp Hazfi | Châu Á  | Châu Á    | Tổng    | Tổng      |
| Câu lạc bộ          | Hạng đấu            | Mùa giải            | Số trận      | Bàn thắng    | Số trận   | Bàn thắng | Số trận | Bàn thắng | Số trận | Bàn thắng |
| ------------------- | ------------------- | ------------------- | ------------ | ------------ | --------- | --------- | ------- | --------- | ------- | --------- |
| Foolad Novin        | Hạng đấu 1          | 2014–15             | 21           | 1            | 3         | 0         | –       | –         | 24      | 1         |
| Foolad              | Pro League          | 2015–16             | 12           | 0            | 0         | 0         | –       | –         | 12      | 0         |
| Tổng cộng sự nghiệp | Tổng cộng sự nghiệp | Tổng cộng sự nghiệp | 33           | 1            | 3         | 0         | 0       | 0         | 36      | 1         |